# Nienwohld
Nienwohld er en by og kommune i det nordlige Tyskland, beliggende Amt Bargteheide-Land under Kreis Stormarn. Kreis Stormarn ligger i den sydøstlige del af delstaten Slesvig-Holsten.

## Geografi
I kommunen ligger ud over Nienwohld landsbyen Nienwohldrögen. Nienwohld ligger omkring otte kilometer nordvest for Bargteheide og omkring 25 km nord for Hamborg. Floden Alte Alster løber gennem kommunen. I den nordlige del ligger naturschutzgebiet Nienwohlder Moor.